# San José Tenango
San José Tenango è un comune del Messico, situato nello stato di Oaxaca.